# Сегатори, Агостина

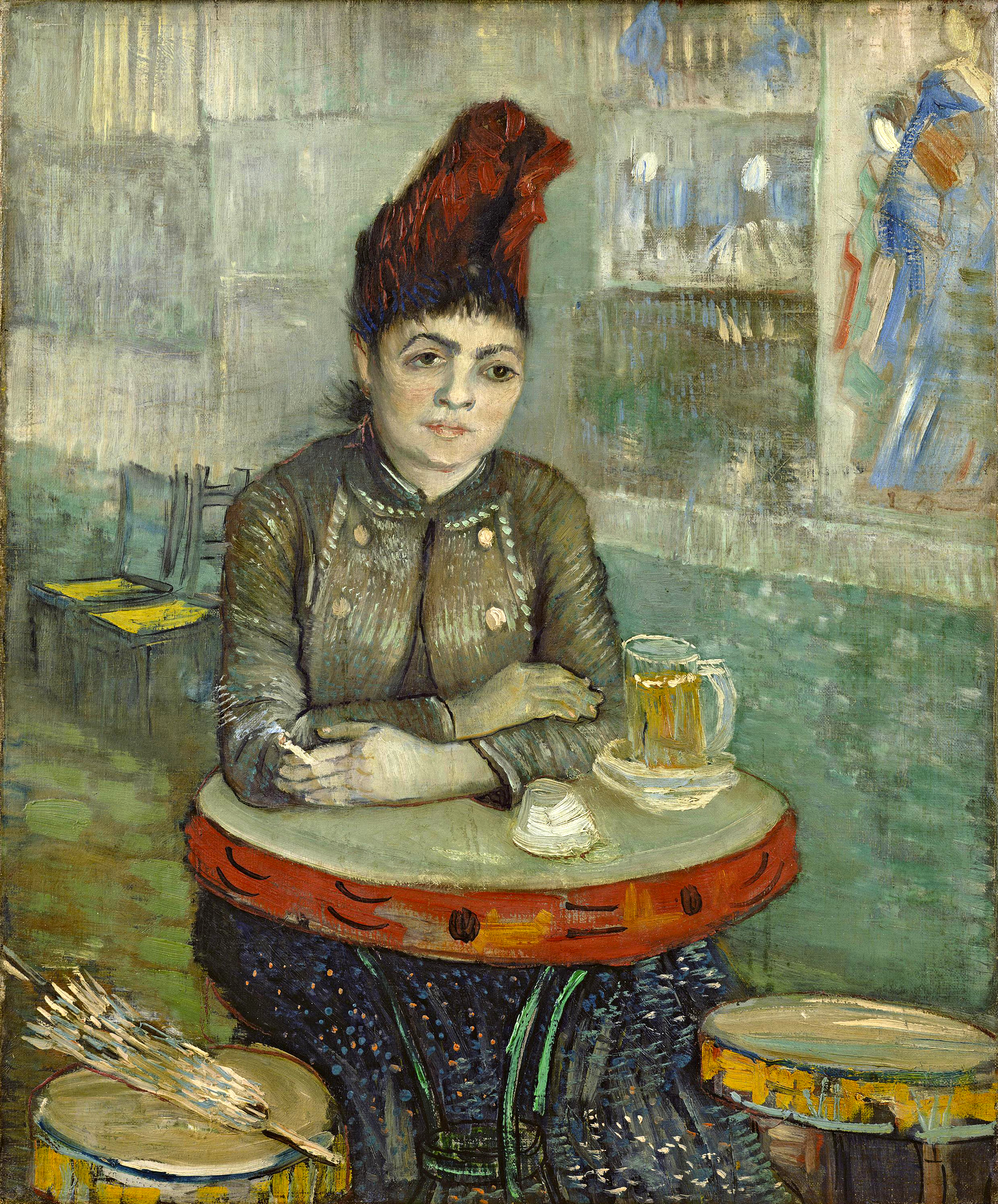
Винсент Ван Гог. Агостина Сегатори в кафе «Тамбурин». 1887—1888. Музей ван Гога

Агостина Сегатори (итал. Agostina Segatori; 1841, Анкона — 1910, Париж) — известная модель, позировавшая знаменитым художникам в Париже (Франция), таким как Эдуар Жозеф Дантан, Жан-Батист Камиль Коро, Жан-Леон Жером, Эжен Делакруа, Винсент Ван Гог и Эдуард Мане. Сегатори была владелицей парижского кафе «Тамбурин».

## Биография
Агостина Сегатори родилась в итальянском городе Анкона. В 1860 году она позировала Эдуарду Мане, а в 1873 году — Жану-Батисту Камилю Коро. Мало что известно о её жизни до встречи с парижским художником Эдуаром Дантаном в 1873 году, с которым она жила в бурных отношениях до 1884 года. У Агостины был сын от него — Жан-Пьер. В 1874 году она была изображена Дантаном на первой работе, которую он выставил в Салоне — восковом медальоне. Летом 1874, 1875 и 1877 годов Агостина Сегатори по множеству раз ему позировала.
В 1884 году Дантан назвал свою бывшую любовницу «мадам Сегатори-Морьер», что может свидетельствовать о том, что Агостина вышла замуж за некоего Морьера. У его сына Жан-Пьера также была фамилия Морьер, он мог быть признан или усыновлён супругом Сегатори.
Агостина Сегатори была владелицей кафе «Тамбурин» на бульваре Клиши, 62 в Париже. Первоначально оно располагалось по адресу улице Ришельё, 27 в Париже, но затем переехало. Жюль Шере сделал афишу для кабаре по случаю его нового открытия. Кафе украшали работы Дантана и Винсента Ван Гога. В 1887 году Анри де Тулуз-Лотрек написал «Портрет Винсента Ван Гога» в кафе.
Агостина Сегатори известна и своими отношениями, случившимися весной 1887 года, с Винсентом Ван Гогом, который жил в Париже с 1886 по 1888 год. Об этих отношениях сохранилось мало сведений, поскольку художник в это время жил со своим братом, и поэтому между ними тогда фактически не велась переписка. Тем не менее художник упомянул её в двух своих письмах. Информация об их отношениях содержалась в статье художника Эмиля Бернара, одного из ближайших друзей Винсента Ван Гога, написанной о Пере Танги, важной персоне в парижском обществе XIX века. Возможно, Винсент Ван Гог и Агостина Сегатори очень любили друг друга, художник написал маслом два её портрета и несколько раз изобразил обнажённой.
Агостина Сегатори устроила первую выставку работ Винсента Ван Гога в своём кафе «Тамбурин». Их отношения быстро приобрели бурный характер, и в июле 1887 года они по обоюдному согласию решили расстаться. После этого разрыва Агостина Сегатори ненадлежащим образом хранила работы Ван Гога в своём кафе.

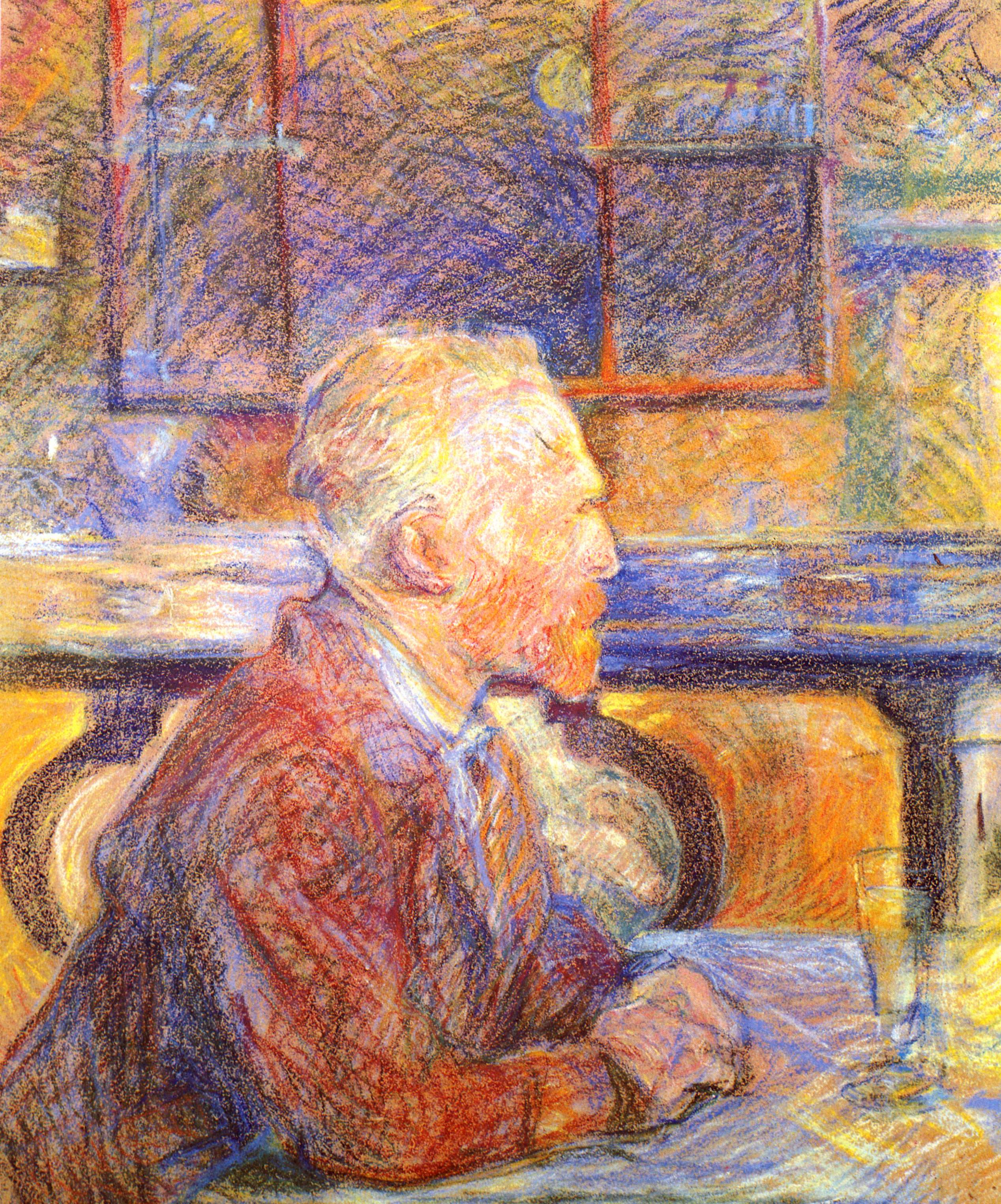
Анри де Тулуз-Лотрек (1864—1901), Портрет Винсента Ван Гога (1887), 1887

Агостина Сегатори умерла в Париже в 1910 году после ряда неудач в жизни, включая потерю своего кафе.

## Сегатори на картинах
Агостина была известной моделью. В 1860 году она позировала Мане, который написал её портрет, известный как «Итальянка». Эта работа, которая сейчас находится в частной коллекции в Нью-Йорке, была продана торговцем Альфонсом Портье Александру Кэссетту, брату Мэри Кэссетт. Затем она позировала для двух картин Жану-Батисту Камилю Коро. Первая известна как «Портрет Агостины», а вторая — «Вакханка с бубнами». Агостина послужила моделью и для Жана-Леона Жерома. Винсент Ван Гог создал два портрета Агостины Сегатори: «Агостина Сегатори в кафе «Тамбурин»» и «Итальянку».

Жан-Батист-Камиль Коро, Агостина, итальянка, 1866
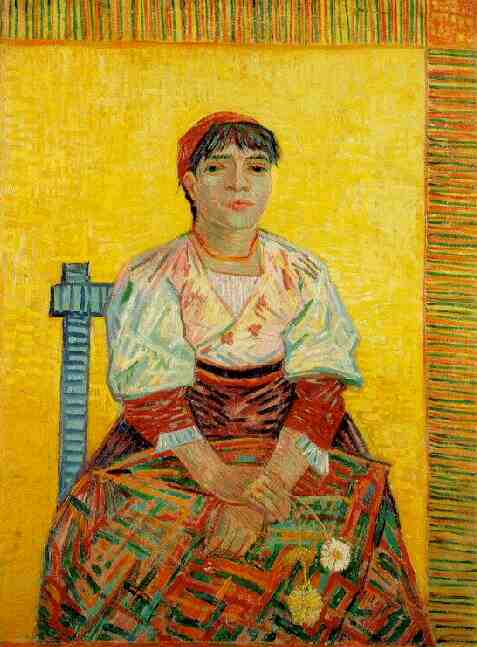
Винсент Ван Гог, Портрет итальянки, 1887